# Герб Матвіївки
Герб Матві́ївки — герб селища Матвіївка, що входить до Миколаєва.
Затверджений 25 січня 1996 року рішенням N4/4 Матвіївської селищної ради.

## Опис
У зеленому полі срібний цегляний міст, що супроводжується вгорі золотим дзвоном, покладеним на два таких же перехрещених списи з золотими прапорцями. Під мостом в лазуровому полі золота риба.